# Fight of Gods
『Fight of Gods』（ファイトオブゴッズ、繁体字中国語: 眾神之鬥）は、台湾のインディーゲームスタジオDigital Crafterが開発した2D対戦型格闘ゲーム。Steam、Nintendo Switch、PlayStation 4、アーケード向けに発売された。アーケード版は『ファイト・オブ・ゴッズ 神々の戦い』のタイトルを用いている。
世界各地の神話に登場する神や宗教の偉人、伝説上の人物などが一堂に会し、各自に由来する技の数々を繰り出しながら勝利を目指す。その内容から、マレーシアとタイでは宗教的に問題視され販売停止の事態に発展している（後述）。

## システム
一般的な格闘ゲームと同様に、弱・中・強攻撃と投げ攻撃、特定の方向キーコマンド入力と組み合わせた様々な必殺技を使うことができる。
画面下にある黄色ゲージは攻撃時に、緑色ゲージは被ダメージ時に上昇する。黄色ゲージの満タン時には相手に大ダメージを与える「超必殺技」が、緑色ゲージの満タン時には使用者に能力アップなどの効果をもたらす「神の力」が発動可能となる。

## ゲームモード
Arcade
次々と対戦を行う1人用モード。プレイ中に特定の条件を満たすごとにキャラクターのスキンが解放される。
Versus
オフラインで2人対戦を行うモード。
Training
練習用モード。プレイ中には入力したコマンドが画面上に表示される。

## 操作キャラクター
日本語のキャラクター名や技名はプラットフォームにより一部異なるが、本項では最も後発であるアーケード版の公式サイトのものを記述する。
なお、PlayStation 4版のみ、以下のイエス、ブッダ、モーゼが別の名前・デザイン・設定に差し替えられている。
イエス (Jesus)
キリスト教の神の子。多様なコンボ技を用いた格闘を展開する。
超必殺技は「上昇」。神の力「復活」は、体力が大幅に回復し攻撃力が上昇するが被ダメージ量も多くなる。
ゼウス (Zeus)
ギリシア神話の主神。雷を帯びた巨大な籠手で近距離攻撃を行う。
超必殺技は「サンダー・レイジ」。神の力「イナズマ召喚」は、戦場に稲妻を落とす。
ブッダ (Buddha)
仏教の開祖。移動速度が速く、空中技も駆使する。
超必殺技は「如来神掌（にょらいしんしょう）」。神の力「佛法無邊（ぶっぽうむへん）」は、攻撃技の「仏掌（ぶっしょう）」を瞬時に連続で発動できる。
オーディン (Odin)
北欧神話の主神。長槍のグングニルやオオカミのゲリとフレキの召喚などで攻撃する。
超必殺技は「グングニルを投げる」。神の力「狂戦士の怒り」は、移動速度が一時的に早くなるが被ダメージ量も多くなる。
関羽 (かんう、GuanGong)
中国後漢末期の蜀漢の将軍で、神格化された関帝。青龍偃月刀のような大刀を得物として広範囲の攻撃を繰り出す。
超必殺技は「青龍の乱舞」。神の力「武魂発動（ぶこんはつどう）」は、一部の技の攻撃力が上昇する。
アテナ (Athena)
ギリシア神話の女神。右手に持った長槍の中距離攻撃と左腕にはめた盾の近距離攻撃を使い分ける。
超必殺技は「勝利の衝撃」。神の力「戦士の信念」は、一部の技の攻撃力が上昇する。
シフ (Sif)
北欧神話の女神。攻撃力は低めだが移動と攻撃の速度が速い。
超必殺技は「生命の穂」。神の力「大豊作」は、自身に近づいた相手の移動速度を遅くする。
モーゼ (Moses)
旧約聖書に登場する聖人。担いだ石の板を振り回す近距離攻撃を用い、空中に浮かぶ特殊能力も持つ。
超必殺技は「海割り奇跡」。神の力「神恩」は、移動速度が上昇する。
アヌビス (Anubis)
エジプト神話の神。爪による素早い攻撃のほか、ミイラを召喚する技も用いる。
超必殺技は「審判の時」。神の力「ファラオの呪い」は、自身に近づいた相手の体力が徐々に減少する。
天照大神 (あまてらすおおみかみ / あまてらすおおかみ、Amaterasu)
声 - 宮崎珠子（賈船が発売したNintendo Switch版のみ）
日本神話の主神。天之麻迦古弓から矢を放つ遠距離攻撃を得意とする。
超必殺技は「真・天羽羽矢」。神の力「八咫鏡・光」は、ビームを放ち相手を攻撃する。
ラミア (Lamia)
謎の魔女。Digital Crafterが2016年に発売したゲームソフト『Lamia's Game Room』からのゲストキャラクター。パンチとキックによる一般的な近距離攻撃を行う。
超必殺技は「一緒に遊ぶ」。神の力「カードを引いて♥」は、引いたカードにより異なる効果が発動する（金：体力が徐々に回復する、緑：攻撃力が上昇する、紫：近づく相手の体力が徐々に減少する）。
キャラクター選択画面で特殊コマンドを入力することで使用可能となる。
媽祖 (まそ、Mazu)
中国南東の沿海部を守護する道教の女神。付き従える二神の「千里眼（せんりがん）」と「順風耳（じゅんぷうじ）」を適時呼び出して攻撃する。
超必殺技は「慈悲の光」。神の力「ガーディアン召喚」は、攻撃（地上ではパンチ、空中ではキック）を高速で叩き込む。
Steam早期アクセス版では2017年10月30日の無料アップデートにより追加された。
サンタクロース (Santa)
クリスマスイブに子供たちのもとを訪れプレゼントを贈る伝説の老人。手に持つ大きな袋からプレゼント箱やクリスマスツリーを取り出し攻撃に用いる。
超必殺技は「メリークリスマス！」。神の力「デリバー・タイム」は、煙突の中に入った後に別の場所へ瞬時に移動する。
Steam早期アクセス版では2017年12月7日の無料アップデートにより追加された。
フレイヤ (Freyja)
北欧神話の女神。巨大な斧を素早く振るって攻撃する。
超必殺技は「フレイヤの猛撃」。神の力「バルキュリャの戦吼」は、必殺技の一つ「ファイヤーチャリオット」の使用時にスーパーアーマー状態となる。
Steam早期アクセス版では2018年2月14日に有料DLCとして発売され、Steam正式版には初めから含まれている。
土地公 (とちこう、Tudigong)
中国の村落を守護する道教の神。技の多くは溜め技になっており、発動前に方向キーを一定時間以上特定方向に倒し続ける必要がある。
超必殺技は「不周山の石」。神の力「泰山の壁」は、スーパーアーマー状態となる。
Steam正式版では2019年9月19日の無料アップデートにより追加された。
スサノヲ (Susanoo)
日本神話の神。長さが違う2本の剣を使い攻撃する。
超必殺技は「素盞八龍斷」。神の力「草薙剣」は、一部の必殺技の効果が変化する。
Steam正式版では2019年9月26日の無料アップデートにより追加された。
ベリアル (Beliar)
新約聖書などに登場する悪魔。炎を纏った拳で素早く攻撃する。
超必殺技は「災厄の烈火」。神の力「サマエルのチャリオット」は、ダッシュして相手を攻撃する。
アーケード版のみ使用可能。

## 論争
本作のSteam早期アクセス版は2017年9月4日に発売されたが、その数日後、マレーシアのメディア「ザ・サン」は、マレーシアの各宗教組織の代表者らが本作を「容認できないゲーム」として政府に提言したと報じた。マレーシアの国教であるイスラム教の法学者Mohd Asri Zainul Abidinは「政府は直ちにゲームを禁止するかダウンロードリンクをブロックして、宗教的な緊張を避けるべき」とし、仏教、キリスト教、ヒンドゥー教、シーク教、道教の協議会代表を務めるDatuk R.S. Mohan Shanは「これは非常にセンシティブな問題で、到底受け入れることはできない」とコメント、キリスト教組織トップのRev Dr Hermen Shastriは「神々の名をゲームで使うことはあまりにも無神経で無礼」と伝えている。こうした声を受け、政府機関のマレーシア通信マルチメディア委員会（以下MCMC）は発売元のPQubeに対し24時間以内に販売を停止するよう通達したが期限までの対応がなかったため、マレーシア国内からのSteamへのアクセスを一時的に遮断した。その後アクセス制限は解除されたものの本作は販売停止となった。また、タイからも同様の通達があり同国での販売が停止された。
マレーシアでのSteamアクセス遮断直後、MCMCの担当相であるSalleh Said Keruaは措置について「この行動はユーザーを守り、衝突を防ぐために必要なこと」と説明し「多民族と他宗教の人々の連帯、調和、安寧を危険にさらすあらゆる行為について妥協はしない」と述べている。一方、PQubeの声明では、本作は宗教にユーモラスなアプローチをとるゲームで宗教上の議論を加速したり背反したりするデザインにはなっておらずプレイしたくない人々の選択も尊重しているがマレーシアではその選択の自由が与えられず強制排除されたことに失望していると主張しつつも規則や検閲を遵守するとしている。
Steamのサイト全体を遮断するというマレーシア政府の対応について、マレーシア国内の一部のネチズンは反発しており、政府が遮断していなければ『Fight of Gods』というゲームの存在すら知らなかったとの意見もある。また、野党・民主行動党議員のリム・キッシャンは、政府が今回の問題を注意深く扱う必要があることを理解しておらず、世界中の若者から我が国が開かれた態度ではないと思われてしまうと批判している。